# Ursinoscorpaenopsis kitai
Ursinoscorpaenopsis kitai is een straalvinnige vissensoort uit de familie van schorpioenvissen (Scorpaenidae). De wetenschappelijke naam van de soort is voor het eerst geldig gepubliceerd in 1996 door Nakabo & Yamada.